# Droga Solidarności

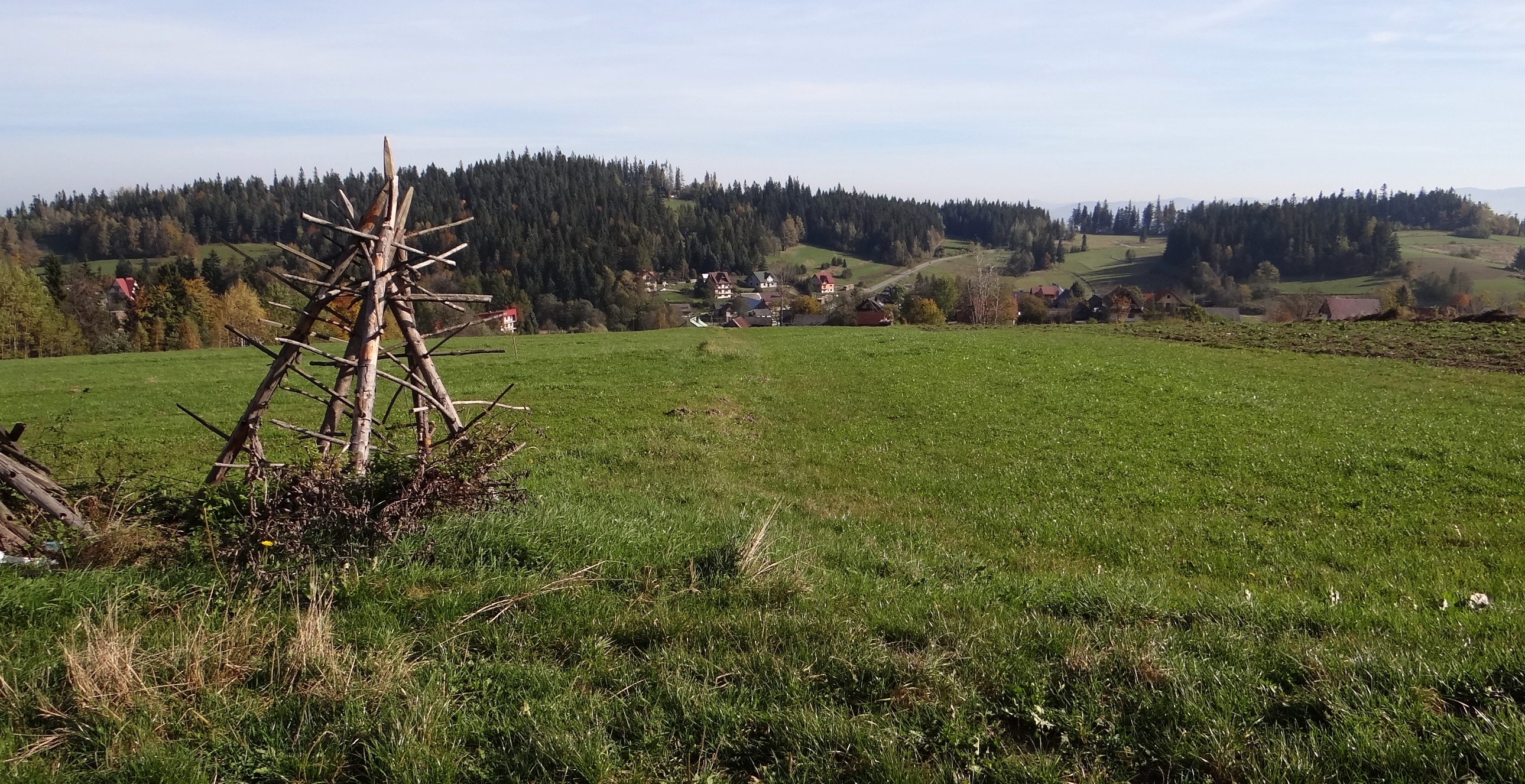
Leszczak, przełęcz nad Harkabuzem i Droga Solidarności

Droga Solidarności – droga łącząca miejscowości Raba Wyżna i Harkabuz w województwie małopolskim, w powiecie nowotarskim, w gminie Raba Wyżna. Przebiega przez przełęcz Nad Harkabuzem znajdującą się w grzbiecie, którym biegnie Wielki Europejski Dział Wodny między zlewiskiem Morza Czarnego (stoki opadające do Harkabuza) i zlewiskiem Bałtyku (stoki opadające do Raby Wyżnej). Grzbietem tym dawniej biegła także granica polsko-węgierska. Droga wybudowana została w latach 60. XX wieku. Początkowo pokryta była kostką brukową i dopiero w 2005 zmieniono jej nawierzchnię na asfaltową. Od czasu jej modernizacji nadano jej nazwę Drogi Solidarności dla uczczenia pamięci kurierów z okresu II wojny światowej, oraz szlaków papieskich Jana Pawła II. Odbyło się uroczyste otwarcie drogi z udziałem prezydenta Lecha Wałęsy i premiera Kazimierza Marcinkiewicza. Poświęcenia dokonali kardynał Stanisław Dziwisz i biskup Jan Szkodoń – obydwaj pochodzą z tych okolic. Na przełęczy Nad Harkabuzem zamontowano głaz z pamiątkową płytą, wiatę dla turystów i tablicę informacyjną.
W regionalizacji fizycznogeograficznej Polski według Jerzego Kondrackiego Droga Solidarności znajduje się w Beskidzie Orawsko-Podhalańskim, w nowszej regionalizacji z 2018 roku na Pogórzu Orawsko-Jordanowskiem.

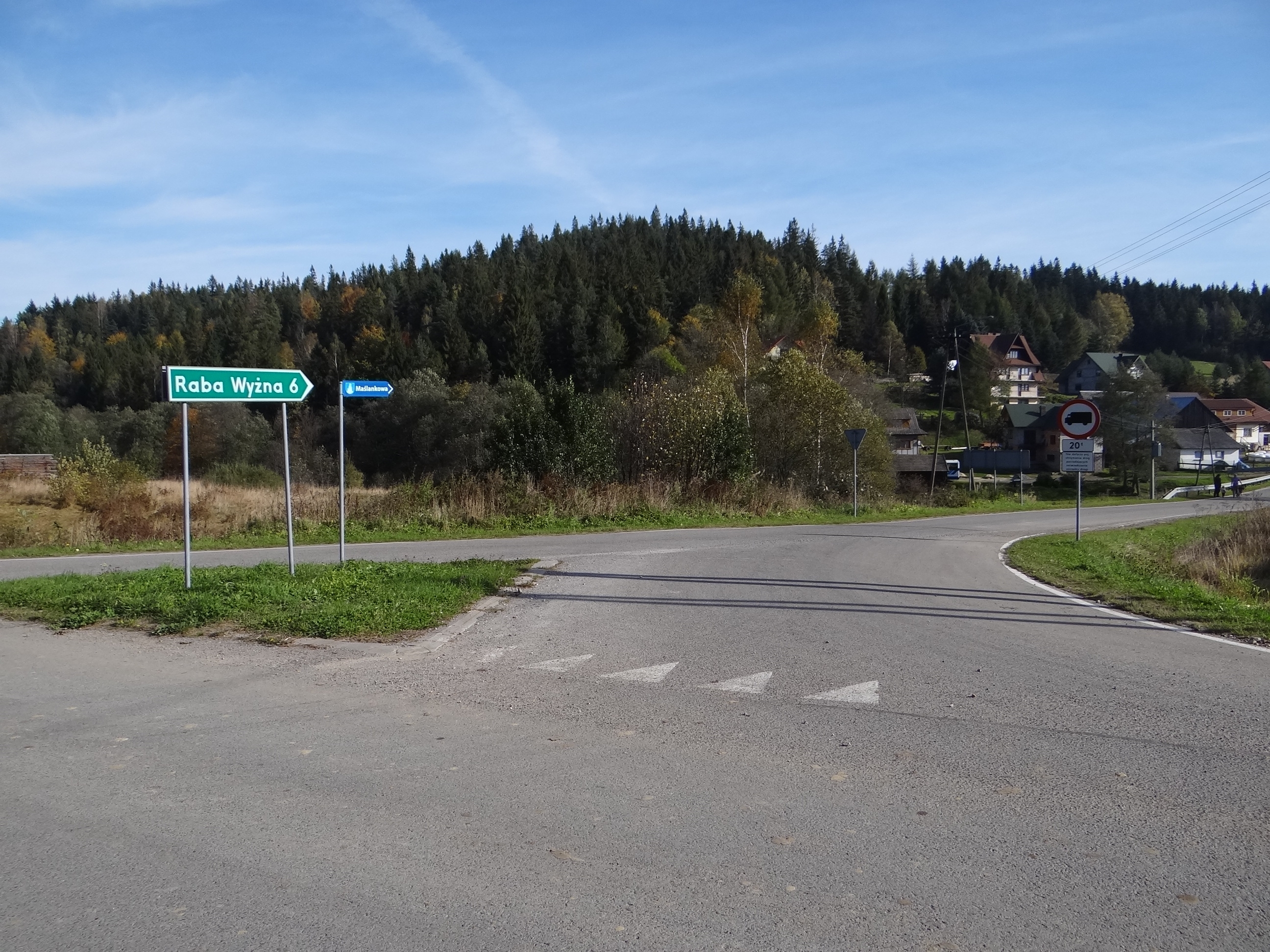
Początek Drogi Solidarności w Harkabuzie